# La Ferrière-Bochard

La Ferrière-Bochard este o comună în departamentul Orne, Franța. În 1 ianuarie 2022 avea o populație de 706 de locuitori.